# Nacaveba
Nacaveba är en ort i Mexiko.   Den ligger i kommunen Sinaloa och delstaten Sinaloa, i den västra delen av landet, 1 200 km nordväst om huvudstaden Mexico City. Nacaveba ligger 225 meter över havet och antalet invånare är 906.
Terrängen runt Nacaveba är kuperad åt nordost, men åt sydväst är den platt. Runt Nacaveba är det glesbefolkat, med 19 invånare per kvadratkilometer. Närmaste större samhälle är Sinaloa de Leyva, 19,1 km väster om Nacaveba. I omgivningarna runt Nacaveba växer i huvudsak lövfällande lövskog.